# Šambrána

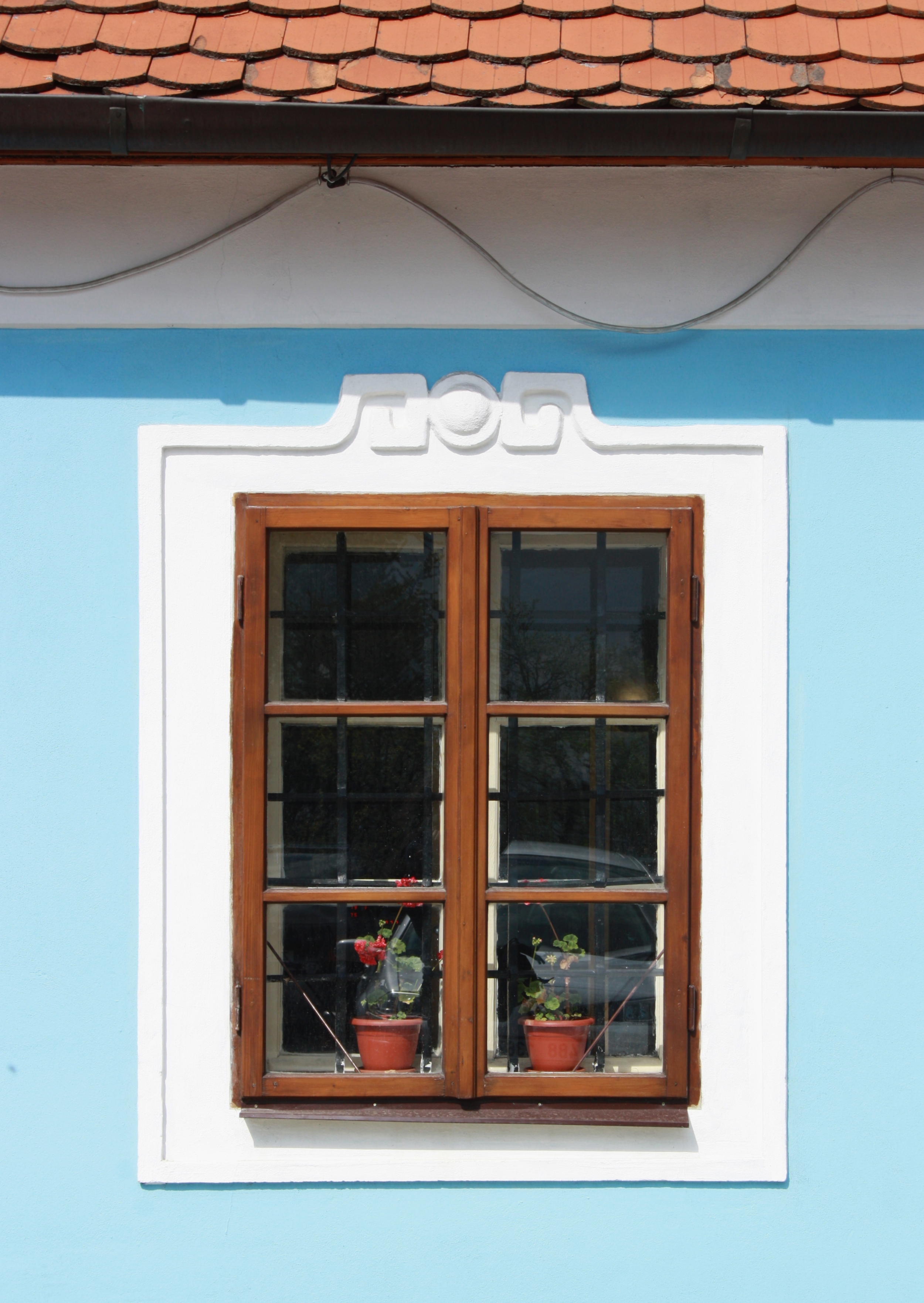
Šambrána rámující okno v obci Moravec

Šambrána, řidčeji též obálka, je ozdobný architektonický prvek, který rámuje a tím zdůrazňuje okna či dveře na vnější fasádě. Pro kamenné orámování, které není pouze dekorativní, se užívá název ostění.

## Popis
Šambrána je zpravidla plastická, profilovaná, orámovaná lištou či jednoduše plochá. Může být také pouze malovaná. Pokud není okno vybaveno podokenní římsou je šambrána vedena po všech čtyřech stranách otvoru, pokud je podokenní římsa použita, nebo pokud se jedná o dveře, bránu atp. je šambrána vedena pouze po zbylých třech stranách otvoru. Pokud je rámování otvoru vytesáno z kamene či dřeva, jedná se o ostění.
Vedle nejběžnějšího tvaru, který jednoduše rámuje otvor, může mít šambrána i složitější podobu, například použitím odsazení v rozích, které vytváří charakteristický útvar tzv. uší. Především v baroku bývá šambrána doplněna bohatým štukovým dekorem a to především v prostoru nad okenním otvorem. Tento výzdobný prvek se nazývá suprafenestra.